# 皮日休
皮日休（834年—883年？），字逸少，後改襲美，襄陽竟陵（今屬湖北省天門市）人。唐朝进士、官员。

## 生平
出身貧寒，咸通八年（867年）進士，咸通十年（869年）为苏州刺史从事，後任太常博士官，居鹿門山，自號“鹿門子”，又號“閒氣布衣”、“醉吟先生”，其貌不揚，性情傲慢，詼諧好謔，詩與陸龜蒙齊名。鲁迅說皮日休“是一蹋糊涂的泥塘里的光辉的锋芒”。唐僖宗乾符五年（878年），黃巢軍下江浙，為黃巢“劫以從軍”；廣明元年（880年），黃巢攻佔長安並稱帝，國號大齊，皮日休任翰林學士，曾至同官縣。

## 是否投靠黃巢
嚴衍認為皮日休並未参加黄巢叛亂。新、舊唐書皆不立傳，《資治通鑑》有錄投靠黃巢事，但嚴衍認為此事近誣。

## 死因及下落
死因眾說紛紜，可能為黃巢所殺，也有人說黄巢兵败，他被唐室杀害。有說他投靠吳越錢鏐，也有人說他流寓宿州以終。

## 家庭

### 妻
- 滕氏，山阴令滕文规妹，咸通十一年（870年）成婚。鉴于皮日休当时已三十多岁且已有儿子（见下），滕氏或非皮日休原配。

### 子
- 皮某（约860年生，869年在世，后事不详）[7]
- 皮光业，滕氏所出
- 皮光邻，吴越国温州刺史

## 著作
《全唐詩》錄其詩，著有《皮子文藪》10卷，與陸龜蒙唱和《松陵集》十卷。

### 汴河怀古（其二）
尽道隋亡为此河，至今千里赖通波。
若无水殿龙舟事，共禹论功不较多。

## 外部連結
- Complete Works of Pi Rixiu （页面存档备份，存于）
- Books of the Quan Tangshi that include collected poems of Pi Rixiu at the Chinese Text Project:
  - Book 608 （页面存档备份，存于）, Book 609 （页面存档备份，存于）, Book 610 （页面存档备份，存于）,
  - Book 611 （页面存档备份，存于）, Book 612 （页面存档备份，存于）, Book 613 （页面存档备份，存于）,
  - Book 614 （页面存档备份，存于）, Book 615 （页面存档备份，存于）, Book 616 （页面存档备份，存于）